# 朝倉景健
朝倉景健（1536年－1576年9月25日）是日本戰國時代至安土桃山時代的武將。越前朝倉氏家臣。父親是朝倉景隆。安居城城主。通稱孫三郎。

## 生平
在天文5年（1536年）出生，家中幼子。朝倉氏的同名眾之一、曾擔任大野郡和敦賀郡的郡司。
元龜元年（1570年）期間，因為父親和兄長們相繼死去而成為繼任人。同年，在織田信長出兵侵攻越前國時進行防守戰，在姉川之戰中以總大將身份參戰。在同年9月20日於坂本之戰中擊殺織田家家臣森可成和信長的弟弟織田信治等7百5十餘人而立下戰功。
天正元年（1573年），在8月13日的刀根坂之戰中奮戰，成功令主君朝倉義景逃回越前國。不過在朝倉景鏡背叛而令義景被消滅後，向信長降伏並改姓安居，此時成功保有舊領。翌年（1574年），越前國爆發一向一揆（越前一向一揆），此時向一揆軍降伏。天正3年（1575年），在織田軍再次侵攻越前時，由於陷入劣勢而再次投向織田軍，拿下一揆軍的首領下間賴照、下間賴俊等人的首級向信長乞降，不過這次沒有得到信長的原諒，在受信長之命的向久家協助下自盡。不久後，景健的家臣金子新丞父子和山內源右衛門3人亦切腹殉死（『信長公記』）。

## 登場作品
電視劇
- 『信長 KING OF ZIPANGU』（NHK，1992年，演員：門田俊一）